# Список видов семейства Austrochilidae
Список всех описанных видов пауков семейства Austrochilidae на 21 ноября 2013 года.

## Austrochilus
Austrochilus Gertsch & Zapfe, 1955
- Austrochilus forsteri Grismado, Lopardo & Platnick, 2003 — Чили
- Austrochilus franckei Platnick, 1987 — Чили, Аргентина
- Austrochilus manni Gertsch & Zapfe, 1955 — Чили
- Austrochilus melon Platnick, 1987 — Чили
- Austrochilus newtoni Platnick, 1987 — Чили
- Austrochilus schlingeri Platnick, 1987 — Чили

## Hickmania
Hickmania Gertsch, 1958
- Hickmania troglodytes (Higgins & Petterd, 1883) — Тасмания

## Thaida
Thaida Karsch, 1880
- Thaida chepu Platnick, 1987 — Чили
- Thaida peculiaris Karsch, 1880 — Чили, Аргентина